# Archives régionales
En France, les Archives régionales sont des services d'archives, dont la vocation est de conserver les archives produites par les services des conseils régionaux, des établissements publics régionaux et des organismes associés aux Régions.

## Les fonds d’archives régionales
Les fonds produits par le conseil régional et ses services sont des fonds d'archives publiques. Ils sont fort utiles à la connaissance de l’histoire des régions, sources sur de multiples sujets tels que : l’histoire de l’institution régionale, l’identité des régions, le plan État Région, les finances locales, l’enseignement, la formation professionnelle et l’apprentissage, l’environnement, le cadre de vie, la culture, le sport, la coopération européenne et internationale, l’aménagement du territoire, la recherche et le développement, l’histoire locale, etc.
Quelquefois, des archives privées données ou remises en dépôt aux Archives régionales viennent enrichir les fonds sur d’autres sujets. La nature et le support des documents d’archives sont variés : parmi eux, on rencontre les dossiers des sessions des assemblées, des dossiers de subventions, des études, des dossiers de planification, des dossiers de marchés, des documents financiers, des documents administratifs (budgets, comptes, recueils de décisions), des brochures, des publications régionales, des affiches et objets promotionnels, des plans, des photographies, des Cd-Roms, etc.

## La consultation
Les archives régionales sont propriétaires de leurs archives. Les régions peuvent également confier la conservation de leurs archives, par convention, au service d'archives du département où se trouve le chef-lieu de la région. La majorité des conseils régionaux possèdent leur propre service d'archives.
Les archives régionales sont, comme toutes les collections des services publics d'archives, accessibles à tous, gratuitement, dans le cadre d’une consultation sur place, sur présentation d’une pièce d’identité. Les archives publiques sont soumises à une réglementation relative aux délais de consultation. Nombre d’entre elles sont communicables dès leur création, c’est le cas des archives non nominatives, dont font partie les budgets, les comptes et les Recueils d’actes administratifs. Les autres sont communicables au bout de délais qui varient selon leur contenu (elles peuvent mettre en cause le secret de la vie privée, la sûreté de l’État ou la défense nationale, le secret industriel et commercial, le secret médical, etc.). Les archives privées peuvent avoir des conditions de communication différentes, selon leur mode de remise aux Archives régionales.